# Neleges proditor
Neleges proditor är en stekelart som först beskrevs av Johann Ludwig Christian Gravenhorst 1829.  Neleges proditor ingår i släktet Neleges och familjen brokparasitsteklar. Inga underarter finns listade i Catalogue of Life.